# Rue Corot
La rue Corot est une voie du 16e arrondissement de Paris, en France.

## Situation et accès
La rue Corot est une voie publique située dans le 16e arrondissement de Paris. Elle commence 22-24, rue Wilhem et se termine au 61, avenue Théophile-Gautier.
Elle est à sens unique.
Le quartier est desservi par la ligne 10 à la station de métro Église d’Auteuil.

## Origine du nom

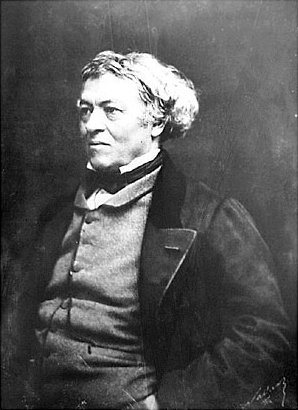
Camille Corot.

Elle rend honneur au peintre paysagiste français Camille Corot (1796-1875).

## Historique
La rue s'appelait à l'origine impasse de Seine et faisait partie de l'ancienne commune d'Auteuil.
Elle est réaménagée par un décret du 27 janvier 1876, puis prend sa dénomination actuelle en vertu d'un arrêté du 10 février 1879.

## Bâtiments remarquables et lieux de mémoire
- No 4 : à ce niveau se trouvait une maison qui a appartenu au chancelier d'Aguesseau puis au marquis Antoine Destutt de Tracy, qui y vit dix-huit mois, à partir d'août 1792. La demeure communique alors avec l'hôtel particulier voisin de Choiseul-Praslin, situé 57 avenue Théophile-Gautier. En 1802, la fille de Tracy épouse le fils de son ami La Fayette dans l'église d'Auteuil voisine.
 L'église Notre-Dame-d'Auteuil est reconstruite entre 1877 et 1892. Un presbytère est construit à l'emplacement de l'ancienne propriété de Tracy. L'historien de Paris Jacques Hillairet signale que, dans les années 1960, « quelques vestiges de l'antique église d'Auteuil ont été conservés dans la cour du presbytère »[1] (croix du clocher, autel, vasque des fonts baptismaux, statue de la Vierge)[2]. De nos jours, il s'agit d'un bâtiment moderne en hauteur, qui accueille la maison paroissiale de l'église.

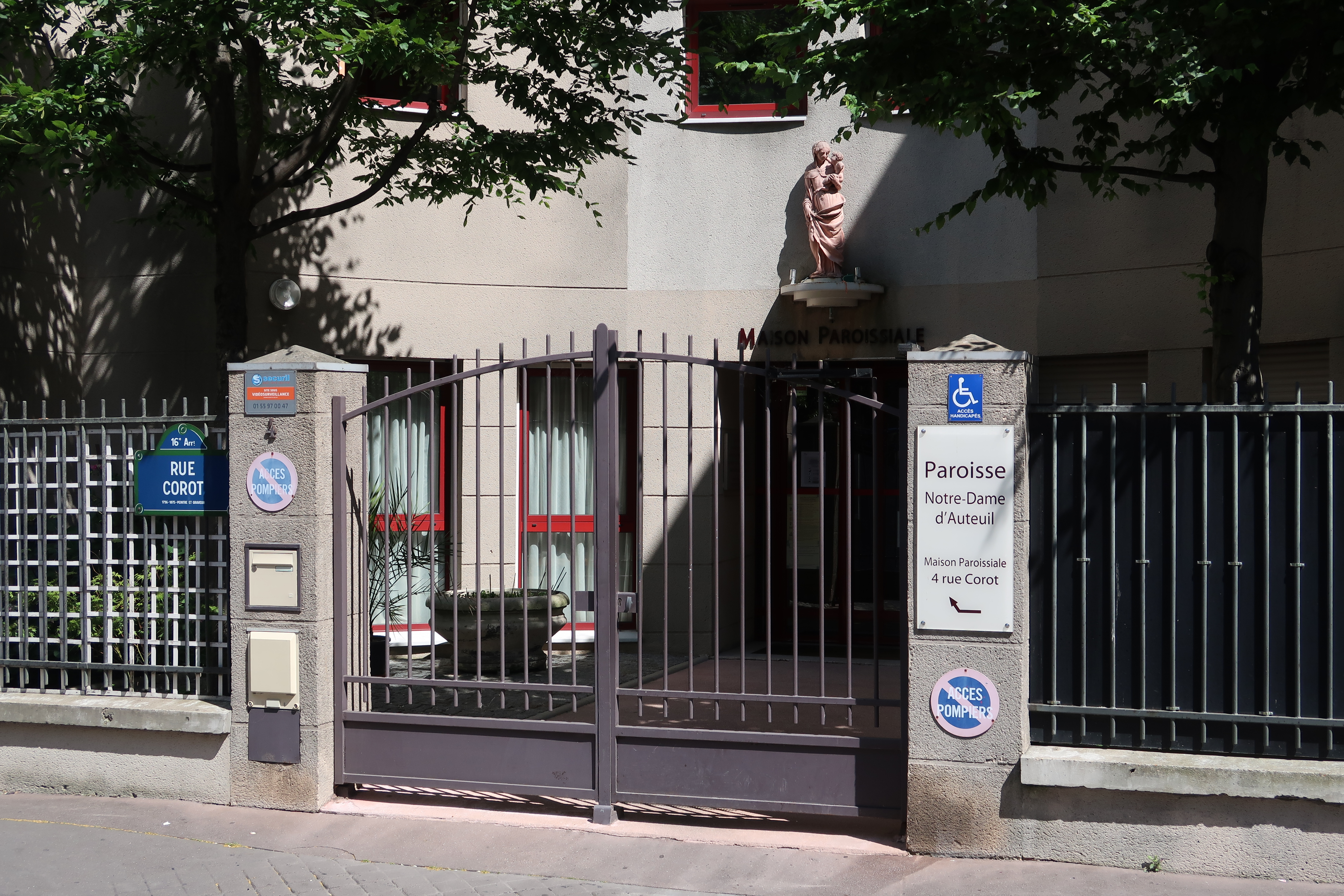
No 4.
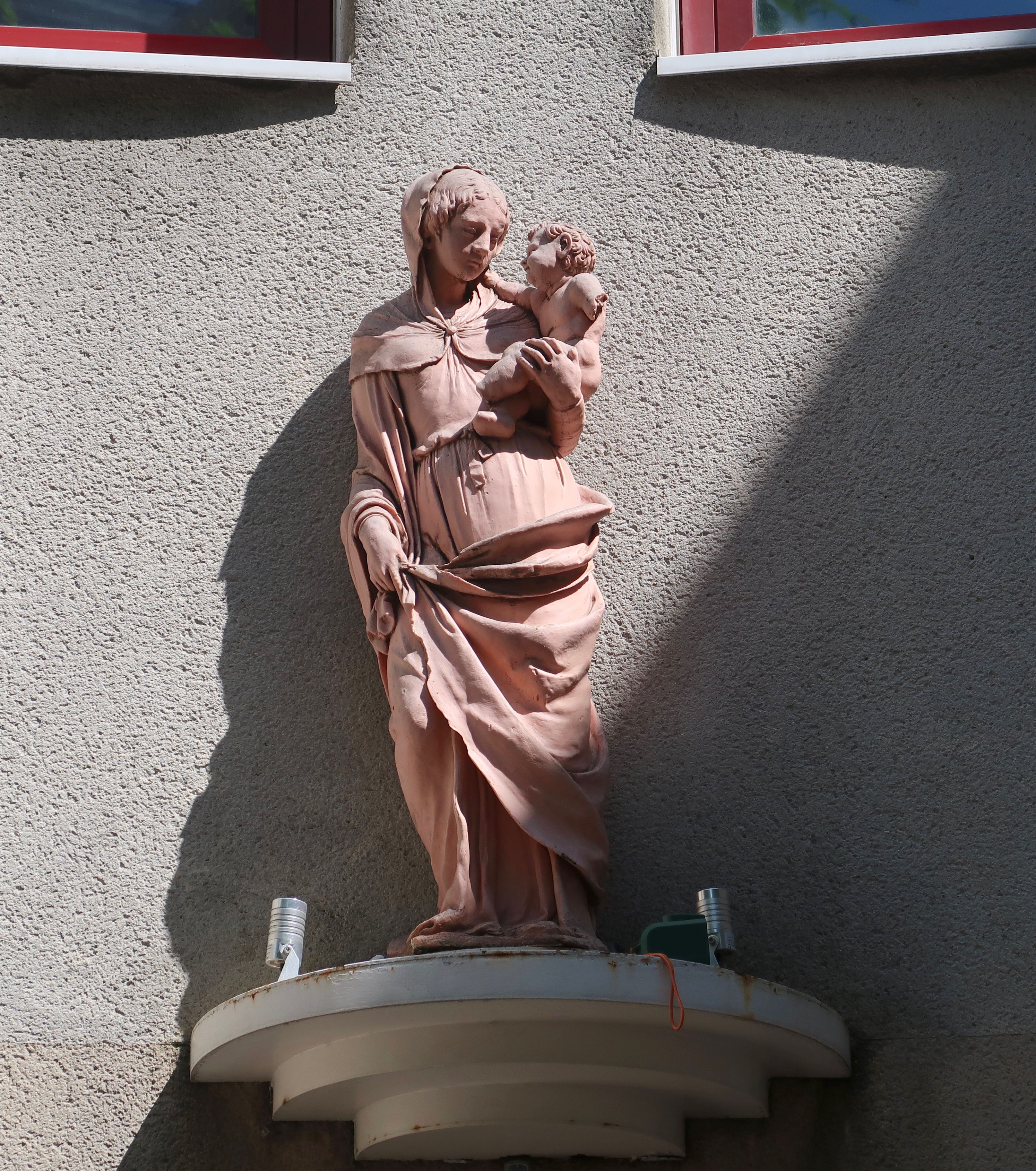
Détail d'une statue de la Vierge à l'Enfant sur la façade[3].